# Ventura (Iowa)
Ventura – miasto w Stanach Zjednoczonych, w stanie Iowa, w hrabstwie Cerro Gordo. W 2000 roku liczyło 670 mieszkańców.